# Fayette (Utah)
Fayette es una localidad del condado de Sanpete, estado de Utah, Estados Unidos. Según el censo de 2000, la población era de 204 habitantes.

## Geografía
Fayette se encuentra en las coordenadas 39°13′29″N 111°51′20″O / 39.22472, -111.85556.
Según la oficina del censo de Estados Unidos, la localidad tiene una superficie total de 1.2 km². No tiene superficie cubierta de agua.

## Demografía
Según el censo de 2000, había 204 habitantes, 64 casas y 49 familias residían en la localidad. La densidad de población era 164,1 habitantes/km². Había 73 unidades de alojamiento con una densidad media de 58,7 unidades/km².
La máscara racial de la localidad era 91,18% blanco, 2,45% indio americano, 4,41% de otras razas y 1,96% de dos o más razas. Los hispanos o latinos de cualquier raza eran el 4,41% de la población.
Había 64 casas, de las cuales el 46,9% tenía niños menores de 18 años, el 70,3% eran matrimonios, el 3,1% tenía un cabeza de familia femenino sin marido, y el 21,9% no eran familia. El 21,9% de todas las casas tenían un único residente y el 14,1% tenía sólo residentes mayores de 65 años. El promedio de habitantes por hogar era de 3,19 y el tamaño medio de familia era de 3,78.
El 36,8% de los residentes era menor de 18 años, el 10,3% tenía edades entre los 18 y 24 años, el 19,6% entre los 25 y 44, el 20,1% entre los 45 y 64, y el 13,2% tenía 65 años o más. La media de edad era 30 años. Por cada 100 mujeres había 98,1 hombres. Por cada 100 mujeres de 18 años o más, había 92,5 hombres.
El ingreso medio por casa en la localidad era de 28.750$, y el ingreso medio para una familia era de 36.500$. Los hombres tenían un ingreso medio de 28.750$ contra 23.750$ de las mujeres. Los ingresos per cápita para la ciudad eran de 17.459$. Aproximadamente el 4,8% de las familias y el 9,8% de la población estaban por debajo del nivel de pobreza, incluyendo el 9,7% de menores de 18 años y a ningún mayor de 65.
- Datos: Q483439
- Multimedia: Fayette, Utah / Q483439